# Wolke 7 (Album)
Wolke 7 ist das zweite Studioalbum des Hamburger Rappers Gzuz. Es erschien am 25. Mai 2018 über das Label 187 Strassenbande und wurde von Vertigo Berlin vertrieben.

## Hintergrund
Das komplette Album wurde von Gzuz gemeinsam mit Joshi Mizu geschrieben, lediglich die Feature-Gäste waren für ihre eigenen Texte verantwortlich. Die Produktion übernahmen bei fast allen Liedern das Produzenten-Duo The Cratez (12 Songs) gemeinsam mit RAF Camora (11 Songs) und anderen Produzenten; lediglich beim letzten Song Nur mit den Echten waren weder The Cratez noch RAF Camora beteiligt, der Song wurde von KitschKrieg produziert.

## Titelliste
| Nr.          | Titel                                         | Produzent(en)                                  | Länge |
| ------------ | --------------------------------------------- | ---------------------------------------------- | ----- |
| 1.           | ¿ Warum ?                                     | The Cratez, RAF Camora, Jambeatz               | 3:12  |
| 2.           | ¿ Was hast du gedacht ?                       | The Cratez, Jambeatz, Boyfifty                 | 3:04  |
| 3.           | Wolke 7                                       | The Cratez, RAF Camora, X-plosive              | 3:12  |
| 4.           | Über Nacht (feat. Bonez MC, Maxwell & Ufo361) | The Cratez, RAF Camora, Jambeatz, Jimmy Torrio | 3:53  |
| 5.           | Drück Drück (feat. LX)                        | The Cratez, RAF Camora, Jugglerz               | 3:38  |
| 6.           | Halftime                                      | The Cratez, RAF Camora, Jambeatz               | 3:01  |
| 7.           | Träume                                        | The Cratez, RAF Camora, Jambeatz               | 3:35  |
| 8.           | Bis dass der Tod uns scheidet                 | The Cratez, RAF Camora                         | 2:45  |
| 9.           | Neuer Tag neues Drama                         | The Cratez, RAF Camora                         | 3:20  |
| 10.          | Was erlebt (feat. Bonez MC)                   | The Cratez, RAF Camora, Jugglerz               | 3:38  |
| 11.          | Niemals satt                                  | The Cratez, RAF Camora                         | 3:34  |
| 12.          | Diskutieren?!                                 | The Cratez, RAF Camora, Jambeatz               | 3:04  |
| 13.          | Nur mit den Echten (feat. Trettmann)          | KitschKrieg                                    | 3:15  |
| Gesamtlänge: | Gesamtlänge:                                  | Gesamtlänge:                                   | 43:11 |

## Chartplatzierungen und Singles
In den deutschen Jahrescharts 2018 belegte Wolke 7 Platz drei, in Österreich Rang 29 und in der Schweiz Position 80.
| ChartsChartplatzierungen | Höchstplatzierung | Wochen |
| ------------------------ | ----------------- | ------ |
| Deutschland (GfK)        | 1 (46 Wo.)        | 46     |
| Österreich (Ö3)          | 2 (47 Wo.)        | 47     |
| Schweiz (IFPI)           | 2 (12 Wo.)        | 12     |

| ChartsJahrescharts (2018) | Platzierung |
| ------------------------- | ----------- |
| Deutschland (GfK)         | 3           |
| Österreich (Ö3)           | 29          |
| Schweiz (IFPI)            | 80          |

Zwei der Singleauskopplungen, ¿ Was hast du gedacht ? und ¿ Warum ?, wurden auf dem US-amerikanischen Videoportal WorldStarHipHop veröffentlicht. Die Aufmachung der Videos und die aggressiven Songtexte sorgten dafür, dass die Clips binnen kürzester Zeit mehrere Millionen Mal angeklickt wurden, darunter auch von vielen US-amerikanischen Zuhörern. Das Video zu ¿ Was hast du gedacht ? schaffte es auf Platz 50 der beliebtesten Videos der Seite (Stand: Juni 2018), welche in den letzten 10 Jahren rund 4.000 Veröffentlichungen hatte.

## Verkaufszahlen und Auszeichnungen
In Deutschland erhielt das Album für mehr als 100.000 verkaufte Einheiten noch im Erscheinungsjahr eine Goldene Schallplatte.

| Land/Region        | Auszeichnungen für Musikverkäufe (Land/Region, Auszeichnung, Verkäufe) | Verkäufe |
| ------------------ | ---------------------------------------------------------------------- | -------- |
| Deutschland (BVMI) | Gold                                                                   | 100.000  |
| Insgesamt          | 1× Gold ·                                                              | 100.000  |

## Rezeption
| Professionelle Bewertungen | Professionelle Bewertungen |
| Kritiken                   | Kritiken                   |
| Quelle                     | Bewertung                  |
| -------------------------- | -------------------------- |
| laut.de                    | [ 9 ]                      |
| rappers.in                 | [ 10 ]                     |
| Backspin                   | [ 11 ]                     |

Wolke 7 erhielt von Kritikern größtenteils durchschnittliche bis gute Bewertungen.
Auf rap.de erhielt der Tonträger eine positive Bewertung. Oliver Marquart lobte die Authentizität des Albums und bezeichnete es als „Ausdruck und Spiegel [seiner] Zeit“.
Steffen Bauer von MZEE bewertete das Album im Bezug auf Gzuz’ technische Qualitäten als Rapper und die verwendeten Produktionen sehr positiv. Allerdings kritisierte er zugleich das antiquierte Frauenbild des Rappers. „Obwohl die meisten nur ungern Streit mit dem Hünen anfangen würden, sollte man auch Gzuz in Zeiten wie diesen solch unverhohlenen Sexismus nicht durchgehen lassen“, heißt es in der Rezension und dass „die Inhalte des Rappers teilweise nur mit Vorsicht zu genießen“ seien.

## Indizierung des Titels¿ Was hast du gedacht?
Im März 2020 wurde das Musikvideo zum Titel ¿ Was hast du gedacht ? durch die Bundesprüfstelle für jugendgefährdende Medien indiziert. Die BPjM begründete die Indizierung mit folgenden Gründen: „Der Inhalt des Videos diskriminiert Frauen, propagiert einen kriminellen Lebensstil, wirkt verrohend und reizt zu Gewalttaten an.“ Obwohl lediglich das Musikvideo und nicht das Lied an sich indiziert wurde, entfernten die größten Musikstreaming-Dienste darauffolgend auch das Lied aus ihrem Sortiment.